# برادفورد كيلهير
برادفورد كيلهير (بالإنجليزية: Bradford Kelleher)‏ هو مستشار أمريكي، ولد في 31 يوليو 1920، وتوفي في 31 أكتوبر 2007.